# Выползово (Дмитриевское сельское поселение)
Выползово — деревня в составе Дмитриевского сельского поселения Галичского района Костромской области России.

## История
Согласно Спискам населенных мест Российской империи в 1872 году деревня относилась к 2 стану Галичского уезда Костромской губернии. В ней числилось 7 дворов, проживало 20 мужчин и 24 женщины.
Согласно переписи населения 1897 года в деревне проживало 65 человек (27 мужчин и 38 женщин).
Согласно Списку населенных мест Костромской губернии в 1907 году деревня относилось к Богчинской волости Галичского уезда Костромской губернии. По сведениям волостного правления за 1907 год в ней числилось 13 крестьянских дворов и 80 жителей. Основным занятием жителей деревни был малярный промысел.
До муниципальной реформы 2010 года деревня также входила в состав Дмитриевского сельского поселения.

## Население
| 2008 | 2010 | 2012 | 2014 |
| ---- | ---- | ---- | ---- |
| 12   | ↘3   | ↗7   | ↗9   |